# Hypena lividalis
Hypena lividalis — вид лускокрилих комах з родини еребід (Erebidae).

## Поширення
Вид поширений в Африці, Південній Європі та на Близькому Сході, а також рідкісний мігрант у Західній і Центральній Європі.

## Спосіб життя
Імаго трапляються цілий рік. За рік буває кілька поколінь. Личинки живляться видами настінницею (Parietaria) і кропивою (Urtica).